# 约翰·哈夫利切克
约翰·J·哈夫利切克（英語：John J. Havlicek，1940年4月8日—2019年4月25日），綽號宏度（Hondo），美国前职业篮球运动员，场上位置小前锋，曾于1962年至1978年间效力于NBA波士顿凯尔特人队16个赛季，并随队获得8次NBA总冠军。在NBA历史上，仅有他的两名队友比尔·拉塞尔和萨姆·琼斯曾作为球员比他赢得过更多的总冠军。1984年，哈夫利切克进入篮球名人堂。美国当地时间2019年4月25日晚上，凯尔特人官方宣布，名宿哈夫利切克去世，享壽79岁。

## 早年生活
哈夫利切克出生於俄亥俄州馬丁斯費里，他的父母在那裡經營一家雜貨店。他有捷克和克羅地亞血統，分別來自他的父親和母親。哈夫利切克是俄亥俄州布里奇波特布里奇波特高中的一名三項運動運動員，他是棒球名人堂成員菲爾尼克羅的兒時朋友。

## 大學生涯
哈夫利切克在俄亥俄州立大學打大學籃球，與未來的七屆 NBA 全明星球員傑里·盧卡斯（他的室友）、未來的 NBA 首輪選秀拉里·西格弗里德、未來的傳奇教練鮑比·奈特和梅爾·諾埃爾等人一起打球。1960年俄亥俄州立大學七葉樹隊在主教練Fred Taylor以及助理教練Jack Graf和Frank Truitt的帶領下贏得了1960年NCAA冠軍。哈夫利切克被任命為1960 年美國國家隊的替補隊員，參加1960年夏季奧運會。

## 職業生涯
1962年，哈夫利切克被美國國家籃球協會（NBA）的波士頓賽爾提克隊和美國國家橄欖球聯盟的克利夫蘭布朗隊選中。當年在布朗隊的訓練營中短暫擔任外接手後，他將精力集中在為塞爾提克隊效力。作為一名既能打後衛也能打前鋒的搖擺人， 他以耐力而聞名，競爭對手表示追上他是一個挑戰。主教練雷德·奧爾巴赫接著稱他為“球隊的勇氣”。綽號“Hondo ”（一個暱稱，靈感來自1953年約翰·韋恩主演的同名電影），哈夫利切克早年為凱爾特人隊替補，徹底改變了 NBA 中的“第六人”角色。
哈夫利切克後來因在1965年東區冠軍賽最後幾秒的關鍵搶斷而名垂青史。4月15日在波士頓花園舉行的第七場也是最後一場比賽中，凱爾特人隊在比賽還剩 5 秒時以 110-109 領先費城76人隊。他們只需要從籃下發球就可以取得勝利並晉級1965年NBA總決賽。然而，比爾·拉塞爾的傳球擊中了籃筐從天花板垂下來的一根支撐線，導致了一次失誤，這給了76人隊和威爾特·張伯倫以球權，並贏得了比賽的機會。 哈爾·格里爾準備為76人隊傳球。哈夫利切克背對格里爾站著，防守著切特·沃克。但當格里爾的傳球入界時，哈夫利切克旋轉、跳躍，並將傳球交給薩姆·瓊斯。經驗豐富的裁判厄爾·斯特羅姆 (Earl Strom)在他的回憶錄《指揮》 (Calling the Shots)中描述了這場比賽，稱哈夫利切克的反應是他 32 年來職業裁判生涯中見過的最偉大的比賽之一。播音員約翰尼·莫斯特喊道“哈夫利切克偷了球！” 被NBA稱為“籃球史上最著名的無線電通話”。
1968年東區分區決賽第五場，哈夫利切克拿下29分、9個籃板和10次助攻，近乎三雙，幫助凱爾特人隊避免被76人隊淘汰。他在第七場比賽中表現出色，拿下21分、12個籃板和8次助攻，幫助球隊以100-96客場戰勝76人隊。在那場系列賽中，凱爾特人隊成為第一支在季后賽系列賽中以 3-1 落後的 NBA 球隊。
凱爾特人隊贏得了1974年NBA總冠軍，哈夫利切克被評為NBA總決賽MVP。
1976年NBA總決賽第五場第二個加時賽還剩一秒時，哈夫利切克投出一記傾斜的跑壘投籃，似乎贏得了比賽的勝利。菲尼克斯隊非法叫停，導致喬·喬·懷特投進技術犯規。不過，菲尼克斯隊還有最後一次控球權，加爾·赫德得分為菲尼克斯隊扳平比分。凱爾特人隊最終在三個加時賽中獲勝，這在當時被譽為NBA歷史上最偉大的總決賽比賽。
1977-78 NBA 賽季結束後退役時，哈夫利切克是凱爾特人隊歷史上的得分王，這一榮譽在他 2019 年去世時仍然保持著。除了高產的得分外，他還是一位頑強的防守者，以其控球手、創造失誤和積極搶籃板的能力而聞名。他五次入選 NBA 最佳防守陣容第一隊和三隊第二隊。哈夫利切克以八次 NBA 冠軍和 13 次入選全明星結束了他 16 年的職業生涯。

## 記錄
约翰·哈夫利切克生涯投籃不進13417次，曾是NBA「打鐵王」。直到2014年11月12日，湖人隊的柯比·布萊恩以生涯總數13421次正式将其超过。

## 影響
1978年，哈夫利切克以13次入選NBA全明星的身份退役，他的17號球衣立即被賽爾提克隊退役。當時，哈夫利切克是 NBA 職業生涯出場次數最多的球員（埃爾文·海耶斯在 1984 年超越了這一紀錄），在得分上排在張伯倫和奧斯卡·羅伯遜之後位居第三。
1980年，哈夫利切克被選為聯盟有史以來最偉大的球員之一，併入選NBA 35週年紀念陣容。 1984年，哈夫利切克成為奈史密斯籃球名人堂成員。 1996年，他被記者、球員、教練、高管和總經理組成的評審團評選為NBA歷史上最偉大的50名球員之一。他還在比爾·西蒙斯的《籃球之書》中被評為歷史最佳球員第 14 位。 2021年10月，哈夫利切克入選聯盟歷史最佳球員之一，再次被譽為聯盟歷史上最偉大的球員之一。NBA 75 週年紀念球隊。為了紀念 NBA 成立 75 週年，The Athletic對歷史上排名前 75 的球員進行了排名，將哈夫利切克列為 NBA 歷史上第 29 位最偉大的球員。
哈夫利切克以26,395分（場均20.8分）成為凱賽爾提克隊歷史得分王，在NBA歷史上排名第16位。他打了1,270場比賽，排在歷史第30位。他也是第一位連續16個賽季得分超過1000分的球員，他的最佳得分賽季出現在1970-71賽季，當時他場均得到28.9分。 1974年，哈夫利切克獲得美國成就學院金盤獎。
2007年，家鄉布里奇波特高中將體育館更名為“約翰·J·哈夫利切克體育館”。 NBA 名人堂成員克里斯·穆林 (Chris Mullin)身穿 17 號球衣，以紀念哈夫利切克。